# 撒拉森人

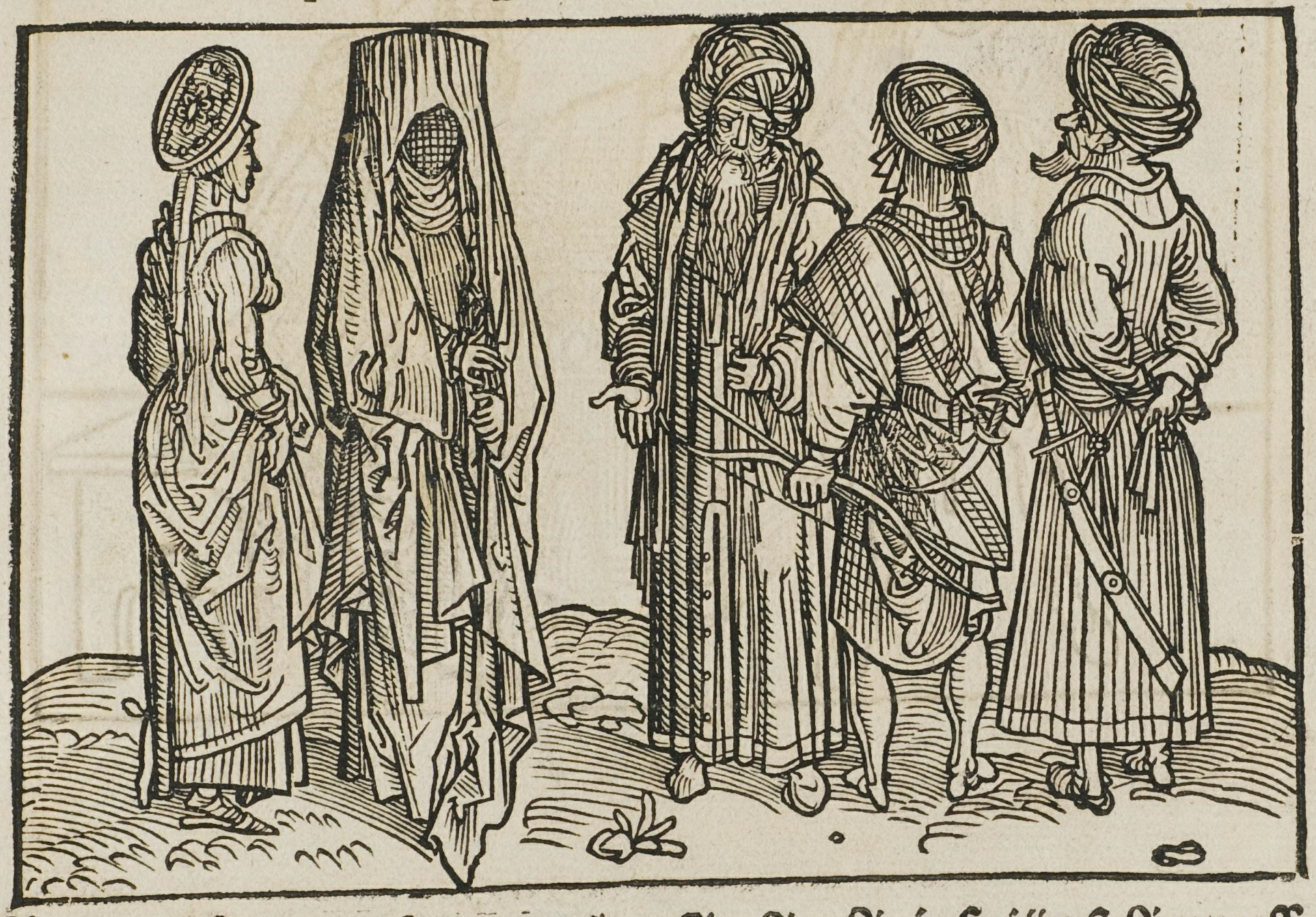
15世纪晚期德国木版画上描绘的撒拉森人

撒拉森人，或譯薩拉森人或撒拉遜，係源自阿拉伯文的「東方人（‎）」，轉寫成希臘文作、，拉丁文作（撒拉堅），中文則受英語化或晚期拉丁語顎化的影響而習慣譯成「撒拉森」或「撒拉遜」。在西方的歷史文獻中，撒拉森最常用來籠統地泛稱伊斯蘭的阿拉伯帝國。
在早期的羅馬帝國時代，撒拉森只用以指稱西奈半島上的阿拉伯游牧民族。後來的東羅馬帝國則將這個名字，套用在所有阿拉伯民族上。伊斯蘭教興起於西亞，特別在十一世紀末期的十字軍東征後，以基督教信仰為主的歐洲人，用「撒拉森」指居住在北非且以海盜為業的穆斯林。
實際上，歷史上並不存在所謂的「撒拉森帝國」。歐洲人在七世紀以後的文獻中，單方面地稱穆斯林為撒拉森人。以平等中立的觀點，現代人應將「撒拉森帝國」這種稱呼，還原為當時當地人民所使用的名詞：阿拉伯哈里發王朝、奧瑪亞王朝、阿拔斯王朝。